# Psihijatar
Psihijatar je liječnik koji se specijalizirao (dodatnom četverogodišnjom edukacijom, nakon završetka medicinskog fakulteta) za dijagnostiku i liječenje mentalnih bolesti, tj. zaštitu duševnog zdravlja. 
Psihijatar se bavi liječenjem osoba s duševnim poremećajima, kao što su shizofrenija, depresivni poremećaji, PTSP, fobije, demencija, ovisnosti i slično. U okviru psihijatrije postoje različite mogućnosti za subspecijalizacije psihijatara, na primjer biologijska psihijatrija, psihoterapija, forenzička psihijatrija, dječja i adolescentna psihijatrija, gerijatrijska psihijatrija, i slično. 